# Spazio euclideo

Ogni punto dello spazio euclideo tridimensionale è determinato da tre coordinate

In matematica, uno spazio euclideo è uno spazio affine in cui valgono gli assiomi e i postulati della geometria euclidea. Si tratta dello spazio di tutte le n-uple di numeri reali, che viene munito di un prodotto interno reale (prodotto scalare) per definire i concetti di distanza, lunghezza e angolo. È un particolare esempio di spazio affine reale che fornisce una generalizzazione degli spazi a due e a tre dimensioni studiati dalla geometria euclidea. Lo spazio euclideo è uno spazio di Hilbert reale a dimensione finita.

## Spazio Rn
Dato il campo {\displaystyle \mathbb {R} } dei numeri reali, sia {\displaystyle n} un numero naturale. Una {\displaystyle n}-upla di numeri reali è un insieme ordinato {\displaystyle (x_{1},\ldots ,x_{n})} di {\displaystyle n} numeri reali. Lo spazio di tutte le {\displaystyle n}-uple di numeri reali forma uno spazio vettoriale di dimensione {\displaystyle n} su {\displaystyle \mathbb {R} }, indicato con {\displaystyle \mathbb {R} ^{n}}. Le operazioni di somma e prodotto per scalare sono definite da:
{\displaystyle \mathbf {x} +\mathbf {y} =(x_{1}+y_{1},x_{2}+y_{2},\ldots ,x_{n}+y_{n});}
{\displaystyle a\,\mathbf {x} =(ax_{1},ax_{2},\ldots ,ax_{n}).}

### Basi di spazi vettoriali
Una base dello spazio {\displaystyle \mathbb {R} ^{n}} che presenta vari vantaggi è la sua cosiddetta base canonica:
{\displaystyle \mathbf {e} _{1}=(1,0,\ldots ,0),}
{\displaystyle \mathbf {e} _{2}=(0,1,\ldots ,0),}
{\displaystyle \vdots }
{\displaystyle \mathbf {e} _{n}=(0,0,\ldots ,1).}
Un vettore arbitrario in {\displaystyle \mathbb {R} ^{n}} può dunque essere scritto nella forma:
{\displaystyle \mathbf {x} =\sum _{i=1}^{n}x_{i}\mathbf {e} _{i}.}
Lo spazio {\displaystyle \mathbb {R} ^{n}} è il prototipo di uno spazio vettoriale reale a dimensione {\displaystyle n}: infatti ogni spazio vettoriale {\displaystyle V} di dimensione {\displaystyle n} è isomorfo a {\displaystyle \mathbb {R} ^{n}}. Si nota che non si impone un isomorfismo canonico: la scelta di un isomorfismo tra {\displaystyle \mathbb {R} ^{n}} e {\displaystyle V} è equivalente alla scelta di una base per {\displaystyle V}. In molte fasi dello sviluppo dell'algebra lineare gli spazi vettoriali a dimensione {\displaystyle n} vengono comunque studiati in astratto, perché molte considerazioni sono più semplici ed essenziali se svolte senza fare riferimento a una base particolare.

## Struttura euclidea
Lo spazio euclideo è più che un semplice spazio vettoriale. Per ottenere la geometria euclidea si deve poter parlare di distanze e angoli, iniziando con la distanza fra due punti e l'angolo formato da due rette o da due vettori. Il modo intuitivo per fare questo è l'introduzione di quello che viene chiamato prodotto scalare standard su {\displaystyle \mathbb {R} ^{n}}. Questo prodotto, se i vettori {\displaystyle \mathbf {x} } e {\displaystyle \mathbf {y} } sono riferiti alla base canonica definita sopra, è definito da 
{\displaystyle \mathbf {x} \cdot \mathbf {y} =\sum _{i=1}^{n}x_{i}y_{i}=x_{1}y_{1}+x_{2}y_{2}+\cdots +x_{n}y_{n}}
Lo spazio delle {\displaystyle n}-uple di numeri reali arricchito con il prodotto scalare, funzione che a due {\displaystyle n}-uple di reali {\displaystyle \mathbf {x} } e {\displaystyle \mathbf {y} } associa un numero reale, costituisce una struttura più ricca di {\displaystyle \mathbb {R} ^{n}} chiamata "spazio euclideo" {\displaystyle n}-dimensionale. Per distinguerlo dallo spazio vettoriale delle {\displaystyle n}-uple reali in genere viene denotato con {\displaystyle E^{n}}. 
Il prodotto scalare permette di definire una "lunghezza" non negativa per ogni vettore {\displaystyle \mathbf {x} } di {\displaystyle E^{n}} nel seguente modo:
{\displaystyle \|\mathbf {x} \|={\sqrt {\mathbf {x} \cdot \mathbf {x} }}={\sqrt {\sum _{i=1}^{n}(x_{i})^{2}}}.}
Questa funzione lunghezza soddisfa le proprietà richieste per una norma e viene chiamata norma euclidea o norma pitagorica su {\displaystyle \mathbb {R} ^{n}}. L'angolo (interno) {\displaystyle \theta } fra due vettori {\displaystyle \mathbf {x} } e {\displaystyle \mathbf {y} } di {\displaystyle E^{n}} è quindi definito come:
{\displaystyle \theta =\arccos \left({\frac {\mathbf {x} \cdot \mathbf {y} }{\|\mathbf {x} \|\|\mathbf {y} \|}}\right),}
dove {\displaystyle \arccos } è la funzione arcocoseno. Potrebbe sembrare che l'uso della funzione arcocoseno generi delle circolarità logiche; difatti tale funzione è definita come l'inversa di una restrizione del coseno e il coseno è spesso definito a partire da nozioni di geometria euclidea.
Tali circolarità possono essere evitate, definendo il coseno tramite la sua serie di Taylor:
{\displaystyle \cos(x):=\sum _{n=0}^{\infty }(-1)^{n}{\frac {x^{2n}}{(2n)!}}.}
Con queste definizioni la base canonica dello spazio vettoriale {\displaystyle \mathbb {R} ^{n}} diventa una base ortonormale per lo spazio euclideo ottenuto arricchendolo con il prodotto scalare standard.
A questo punto si può usare la norma per definire una funzione distanza (o metrica) su {\displaystyle \mathbb {R} ^{n}} nel seguente modo:
{\displaystyle d(\mathbf {x} ,\mathbf {y} )=\|\mathbf {x} -\mathbf {y} \|={\sqrt {\sum _{i=1}^{n}(x_{i}-y_{i})^{2}}}.}
La forma di questa funzione distanza è basata sul teorema di Pitagora, ed è chiamata metrica euclidea.
Ogni spazio euclideo quindi costituisce un esempio (a dimensione finita) di spazio di Hilbert (vedere anche spazio prehilbertiano), di spazio normato e di spazio metrico.
Va osservato che in molti contesti, lo spazio euclideo di {\displaystyle n} dimensioni viene denotato con {\displaystyle \mathbb {R} ^{n}}, dando per scontata la struttura euclidea. In effetti per molti fini applicativi la distinzione che si è fatta non ha gravi conseguenze e la suddetta identificazione va considerata un abuso di linguaggio veniale. Infatti negli spazi euclidei si possono introdurre le nozioni di sottospazio e di trasformazione lineare senza complicazioni rispetto a quanto fatto per gli spazi vettoriali.
Si osserva anche che ogni sottospazio vettoriale {\displaystyle W} di dimensione m (< n) di {\displaystyle E^{n}} è isometrico allo spazio euclideo {\displaystyle E^{m}}, ma non in modo canonico: per stabilire una corrispondenza utilizzabile per dei calcoli è necessaria la scelta di una base ortonormale per {\displaystyle W} e questa, se in {\displaystyle W} non si trova alcun vettore della base canonica di {\displaystyle E^{n}}, non può servirsi di alcun elemento di tale base.

## Generalizzazione sui complessi
Accanto agli spazi euclidei reali si possono introdurre loro varianti sui numeri complessi, arricchendo lo spazio vettoriale n-dimensionale sul campo dei complessi con un cosiddetto prodotto interno hermitiano costituito da una forma sesquilineare.
In questo caso il prodotto scalare tra vettori viene definito con l'espressione:
{\displaystyle (x,y)=\sum _{i=1}^{n}x_{i}y_{i}^{*}.}
La proprietà riflessiva di tale composizione diventa:
{\displaystyle (x,y)=(y,x)^{*}}
e per la moltiplicazione per uno scalare si ha:
{\displaystyle (x,\lambda y)=\lambda ^{*}(x,y).}

## Topologia euclidea
Dal momento che lo spazio euclideo è uno spazio metrico, lo si può considerare anche uno spazio topologico dotandolo della naturale topologia indotta dalla metrica. Questo può farsi definendo come base di insiemi aperti l'insieme delle palle aperte, insiemi dei punti che distano da un punto dato meno di un reale positivo fissato (raggio della palla). Mediante questi insiemi aperti si definiscono tutte le nozioni che servono alla topologia metrica su {\displaystyle E^{n}}. Questa è detta topologia euclidea e si rivela equivalente alla topologia prodotto su {\displaystyle \mathbb {R} ^{n}} considerato come prodotto di {\displaystyle n} copie della retta reale {\displaystyle \mathbb {R} } dotata della sua usuale topologia.
Con la "strumentazione" degli spazi vettoriali topologici gli spazi euclidei sono in grado di fornire gli ambienti nei quali sviluppare sistematicamente numerose nozioni dell'analisi matematica, della geometria euclidea, della geometria differenziale e della fisica matematica classica.

### Invarianza dei domini
Un risultato importante per la topologia di {\displaystyle \mathbb {R} ^{n}} è l'invarianza dei domini di Brouwer. Ogni sottoinsieme di {\displaystyle \mathbb {R} ^{n}} (con la sua topologia del sottospazio), omeomorfo a un altro sottoinsieme aperto di {\displaystyle \mathbb {R} ^{n}}, è esso stesso aperto. Un'immediata conseguenza di questo è che {\displaystyle \mathbb {R} ^{m}} non è omeomorfo a {\displaystyle \mathbb {R} ^{n}} se {\displaystyle m\neq n,} un risultato intuitivamente "ovvio" ma che è difficile da dimostrare rigorosamente.

### Varietà e strutture esotiche
Lo spazio euclideo è il prototipo di varietà topologica, e anche di varietà differenziabile. I due concetti coincidono in generale, tranne in dimensione 4: come mostrato da Simon Donaldson e da altri, è possibile assegnare all'insieme {\displaystyle \mathbb {R} ^{4}} delle "strutture differenziali esotiche", che rendono lo spazio topologico {\displaystyle \mathbb {R} ^{4}} non diffeomorfo allo spazio standard.